# Nintendo Platform Technology Development
Nintendo Technology Development Division, comúnmente abreviado como Nintendo TDD es una división dentro de Nintendo. La división fue creada el 16 de septiembre de 2015, tras la fusión de las divisiones de Nintendo IRD y Nintendo Software System Development. La sede de esta división se encuentra en el Centro de Desarrollo de Kioto, (Nintendo Co., Ltd. Development Center) muy cerca de la sede central de la compañía.

## Historia
La división fue creada el 16 de septiembre de 2015, como parte de una reestructuración organizativa de toda la compañía que tuvo lugar durante el gobierno del entonces recién nombrado Presidente de Nintendo, Tatsumi Kimishima. La división fue creada tras la fusión de las dos divisiones de Nintendo, IRD, que se especializó en el desarrollo de hardware y Desarrollo de Sistemas SDD, que se especializó desarrollo del sistema operativo y de su entorno de desarrollo y servicios de red .
La nueva división hereda el trabajo de sus predecesores. Ko Shiota, ex director general adjunto de la división del IRD, es director general, mientras que Takeshi Shimada, ex director general adjunto del Departamento de Desarrollo de Software para el Medio Ambiente de la división SDD, cumple la misma función.
- Datos: Q21190892